# ホスフィナン
ホスフィナン(Phosphinane)は、化学式(CH2)5PHの有機リン化合物である。無色の液体で、リンを含む飽和六員環化合物の親化合物である。これらの化合物は、主に科学的な興味が持たれている。環はフレキシブルなシクロヘキサン様いす形構造を取る。
ホスフィナンは、亜リン酸トリエチルと1,5-ジブロモペンタンのミカエリス・アルブーゾフ反応の後、環化、還元することで作ることができる。また、1-フェニルホスフィナンと三塩化リンの反応により生じる1-クロロホスフィナンの還元によっても生成する。